# 緣眶鋸雀鯛
緣眶鋸雀鯛（學名：Stegastes limbatus），又稱緣高身雀鯛，為輻鰭魚綱雀鯛科眶鋸雀鯛屬下的一個種，分布於西印度洋馬達加斯加、留尼旺及模里西斯海域，深度0至2公尺，本魚體呈橢圓形而側扁，吻短而鈍圓。口中型，具頜齒，小而呈圓錐狀，眶下骨裸出，下緣具鋸齒，前鰓蓋骨後緣具鋸齒，下鰓蓋骨後緣無鋸齒，體被櫛鱗，體色為藍黑色，鱗片具黑邊，頸背和頭部側面的鱗片通常是藍色，嘴唇白色，有時，兩側中間會出現一條寬闊的白色條紋，背鰭硬棘12-13枚、背鰭軟條15-17枚、臀鰭硬棘2枚、臀鰭軟條12-14枚，體長可達15公分，棲息在岩石底質的湧浪區，屬雜食性，以藻類及小型無脊椎動物為食，具有領域性，繁殖期時成對出現，雄魚會守護卵直到孵化，生活習性不明。